# Opaepele loihi
Opaepele loihi är en kräftdjursart som beskrevs av A. B. Williams och Dobbs 1995. Opaepele loihi ingår i släktet Opaepele och familjen Alvinocarididae. Inga underarter finns listade i Catalogue of Life.